# SS Belgic
El SS Belgic fue un buque de vapor de la compañía naviera White Star Line. El primero de los cuatro buques de la compañía que llevaban este nombre, fue asignado por primera vez, junto con su buque gemelo, el SS Gaelic en la ruta a Francia y Sudamérica, donde la compañía había intentado establecerse recientemente. Sin embargo, la experiencia fue efímera y, a finales de año, el Belgic fue el último vapor de White Star Line que prestó servicio en esta ruta. Fue trasladado a la ruta del Atlántico Norte.
Al año siguiente, el Belgic y su gemelo se consideraron excedentes y se prestaron a la naciente Occidental and Oriental Steamship Company, que los fletó para la ruta del Pacífico. Este acuerdo se mantuvo durante ocho años, antes de que los dos buques fueran retirados del servicio en 1883 y vendidos a la compañía española Compaía de Naviera La Flecha. Rebautizado como Goefredo, el buque iba a tener una prometedora carrera bajo una nueva bandera, una carrera que finalmente fue efímera. Encalló dos veces seguidas, la segunda en febrero de 1884.

## Hundimiento
En 1883, el Belgic (al igual que el Gaelic) fue vendido a la Compañía de Navegación La Flecha de Bilbao (España) por 30.000 libras. Continuó su carrera bajo bandera española con el nuevo nombre de Goefredo. El 27 de enero de 1884 encalló al salir de Santiago de Cuba y regresó a Liverpool para ser reparado. Cuando salió de este puerto el 26 de febrero con destino a La Habana, volvió a encallar en la desembocadura del río Mersey. En esta ocasión, los daños fueron demasiado graves, lo que provocó la pérdida definitiva del buque.